# Капуцинський монастир (Острог)
Капуцинський монастир — пам'ятка християнського сакрального будівництва в Острозі на Волині.

## Історія та сьогодення
3 квітня 1750 року Санґушко Януш Олександр подарував монахам-капуцинам під будівництво монастиря ділянку землі за міськими валами по дорозі на Дубне. Фундатором святині виступив староста таборівський Самуель Лубковський, який профінансував спорудження дерев'яної каплиці і монастиря. Будівництво монастиря завершилося вже після його смерті коштом мечника волинського Канута Фелікса Малінського. Костел освячено в 1778 році.
Острозький монастирський комплекс повторює традиційні для капуцинського ордену будівничі зразки.

Вигляд костелу після перебудови на муравйовку

Монастирська бібліотека нараховувала 819 томів.
Протягом XIX століття в монастирі діяв новіціат для цілої Руської провінції ордену. Монахи утримували аптеку, де убогі могли безкоштовно отримати ліки.
Після поразки листопадового постання у 1832 році монастир зачинено російськими властями. У 1865 році комплекс колишнього монастиря був переданий графині Антоніні Блудовій і призначений на виховний заклад. Костел перебудували в московському стилі і перетворили на парафіяльну православну церкву-муравйовку. В 1924 році в стінах монастиря була відкрита Семінарія імені Комісії національної освіти. В 1931 році храм призначено на шкільну католицьку каплицю.

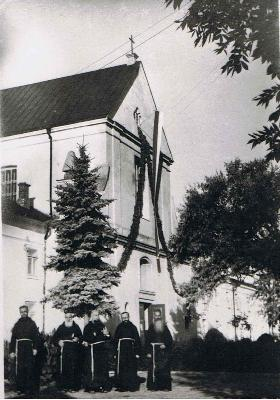
Монахи-капуцини на тлі чолового фасаду монастиря. 1939 рік

У 1939 році монастир разом з храмом повернено оо. Капуцинам. Після окупації Острога радянськими військами монастир знову зачинений 18 грудня 1939 року.
Під час Другої світової війни в монастирі розташовувалася гімназія, потім учительські курси і відпочинковий табір німецьких пілотів.
Після війни у спорудах колишнього монастиря функціонувало педагогічне училище, а з 1956 середня школа-інтернат.
Від 1992 року будівлі передані середній школі № 4.
З 1994 року в стінах колишнього монастиря розмістився Острозький вищий колегіум, з 1996 року — університет «Острозька академія».
Нині в комплексі колишнього монастиря розмістилися три факультети НА «Острозька академія»: Гуманітарний, Міжнародних відносин і Політико-інформаційного менеджменту. В приміщенні костелу діє студентсько-викладацький храм преподобного Федора Острозького та виставкова зала Музею історії Острозької академії.